# Кайнарбулак (Сайрамский район)
Кайнарбулак (каз. Қайнарбұлақ) — Жилой массив Каратауского района города Шымкент. В составе Сайрамском районе Туркестанской области Казахстана был до упразнение с 1928 до 2014 годов. В 2014 году включено в состав города Шымкент и исключено из учетных данных. Был в составе административный центр Кайнарбулакского сельского округа. Код КАТО — 515249100.

## Население
В 1999 году население села составляло 1576 человек (805 мужчин и 771 женщина). По данным переписи 2009 года, в селе проживал 1781 человек (907 мужчин и 874 женщины).